# Bjaðmunjo Mýrjartaksdóttir
Bjaðmunjo Mýrjartaksdóttir (in gaelico Blathmuine ingen Muirchertach; ... – fl. 1102-1103) era una delle figlie di Muircheartach Ua Briain, re supremo d'Irlanda.
Nel 1102, quando era ancora in età infantile, fu promessa in sposa a Sigurðr, secondogenito di Magnus III, re di Norvegia. In quel periodo, Magnus stava pianificando di insediare suo figlio a capo della contea delle isole Orcadi, del regno delle Isole e del regno di Dublino. Il matrimonio rese temporaneamente Muircheartach e Magnus degli alleati prima della morte di quest'ultimo, avvenuta nel 1103 durante un'imboscata avvenuta a Dún Pádraig. A quel punto, Sigurðr ripudiò Bjaðmunjo e partì alla volta della Scandinavia, dove spartì con i suoi due fratelli il regno di Norvegia e completò così il processo di successione al padre defunto.

## Contesto storico

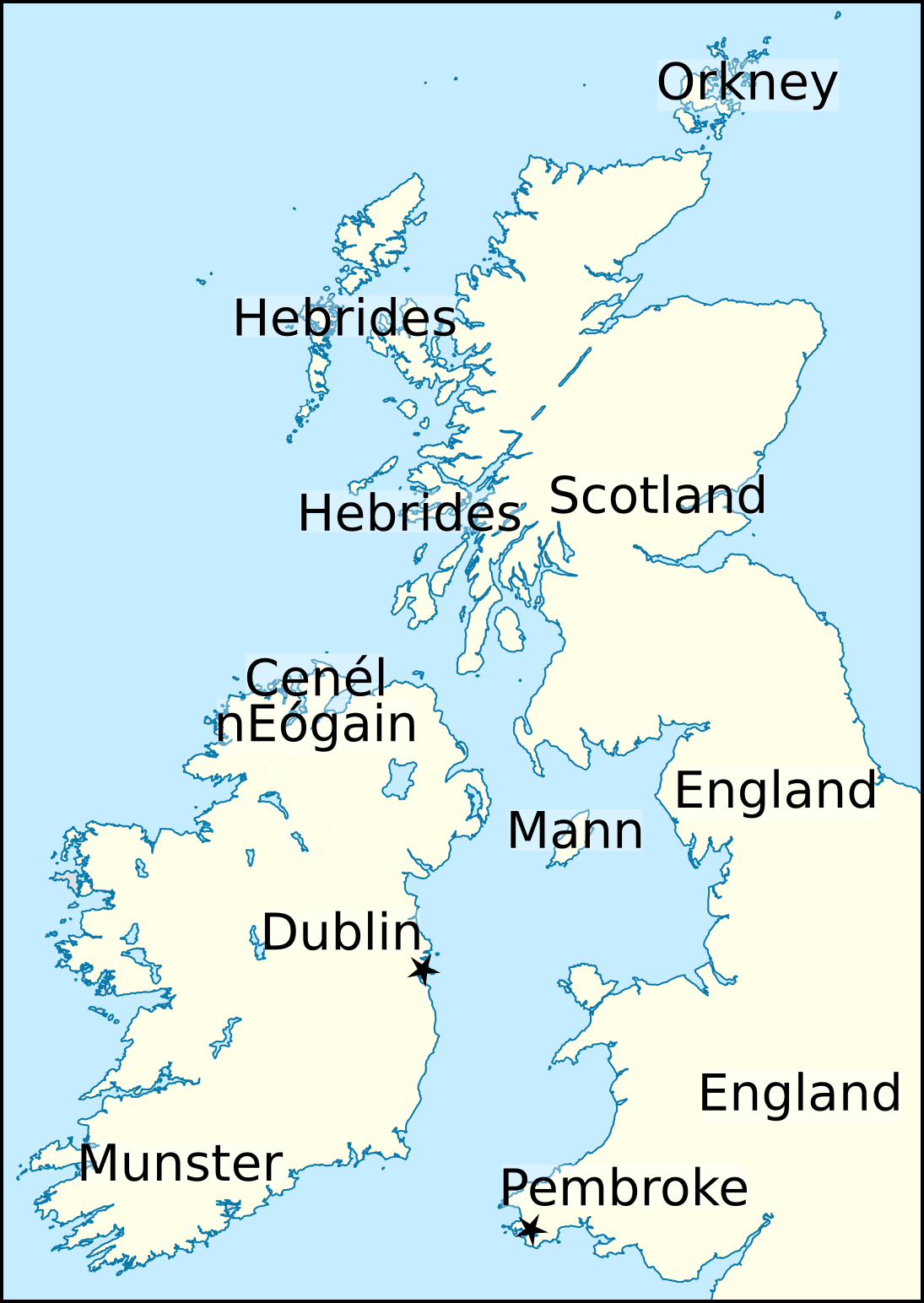
Le isole britanniche e le località che interessarono la vita di Bjaðmunjo

Alla fine dell'XI secolo, dopo la morte di suo padre Toirdhealbhach, Muircheartach Ua Briain assunse il controllo del regno di Munster e si concentrò sulla necessità di estendere la sua autorità nell'intera Irlanda, volendo diventare re supremo. Grazie alle sue campagne di conquista, ottenne il controllo del norreno-gaelico regno di Dublino e, di lì a poco, iniziò a estendere la sua influenza nel vicino regno delle Isole. Vi è incertezza riguardo alla situazione politica in corso nelle isole Orcadi nell'ultimo decennio dell'XI secolo. Ciò che si sa con sicurezza è che, prima della fine del secolo, Magnus III, re di Norvegia, condusse una flotta di guerrieri nella Scandinavia nella regione del Mare d'Irlanda, dove mantenne il potere fino alla sua morte nel 1103.
Il catalizzatore di questo intervento norvegese potrebbe essere stato determinato dall'estensione dell'influenza di Muircheartach nella regione del Mare d'Irlanda in seguito alla morte di Godred Crovan, re norreno-gaelico delle Isole. Pare che la regione fu travolta dal caos in seguito alla scomparsa di Godred e ciò rese necessario per Magnus imporre di nuovo la sua autorità nella regione. Magnus compì due spedizioni nella regione del Mare d'Irlanda, di cui una ebbe luogo nel 1098 e l'altra nel 1102. Il fulcro della seconda operazione oltremare coinvolse l'Irlanda stessa. A seguito di una storicamente incerta conquista norvegese di Dublino, Magnus e Muircheartach negoziarono un accordo di pace, suggellato dal matrimonio tra il figlio di Magnus, Sigurðr, e la stessa Bjaðmunjo.

## Biografia

### Combinazione del matrimonio

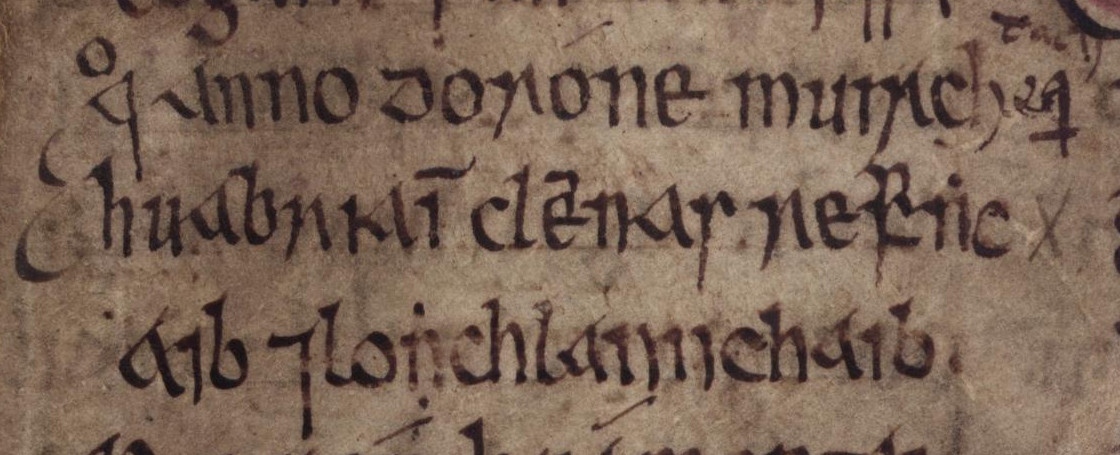
Estratto dal folio 32r della Bodleian Library di Oxford Rawlinson B 503 (gli Annali di Inisfallen) riguardante le due alleanze matrimoniali condotte da Muircheartach nel 1102

Nata verosimilmente verso la fine del XI secolo, Bjaðmunjo era figlia di Muircheartach Ua Briain. Sono pochissime le informazioni note relative a lei, tra cui l'accordo matrimoniale tra Magnus e Muircheartach che la interessò e che è riportato in diverse fonti. Gli Annali di Inisfallen e gli Annali dei Quattro Maestri rivelano che il matrimonio ebbe luogo nel 1102. Tra gli altri testi inerenti al matrimonio si devono ricordare l'Ágrip af Nóregskonungasǫgum del XII secolo, la duecentesca Orkneyinga saga, e nella Magnússona saga, contenuta a sua volta nella duecentesca Heimskringla. Sigurðr aveva forse dodici anni al momento in cui furono concordate le nozze, mentre vi è incertezza sulla condizione di Bjaðmunjo. La giovanissima età degli sposi e il fatto che l'unione sia attestata da testi medievali lascia intuire che un matrimonio dinastico fosse necessario per suggellare una pace tra i due sovrani. In diverse fonti storiche sono presenti diversi elementi contrastanti relativi al matrimonio. Ad esempio, la Historia ecclesiastica del XII secolo afferma che Magnus stesso sposò la figlia di un re irlandese intorno al 1093. Secondo la Morkinskinna, si era convenuto che Magnus sposasse una certa Maktildr, descritta come una «figlia dell'imperatore». È possibile che Maktildr corrispondesse a Matilde, sorella del re di Scozia Edgar e nota per aver sposato Enrico I, re d'Inghilterra nel 1110. Più nel dettaglio, l'episodio relativo a Magnus e a Maktildr nella Morkinskinna potrebbe esser stato erroneamente trascritto anche nella duecentesca Fagrskinna, la quale afferma che Sigurðr sposò una figlia di Malcolm III di Scozia. Più o meno contemporaneamente al matrimonio avvenuto tra Bjaðmunjo e Sigurðr, il padre del primo si assicurò un'altra alleanza matrimoniale attraverso un'altra figlia e Arnoldo di Montgomery, conte di Pembroke, un magnate inglese apertamente ribellatosi al re Enrico I d'Inghilterra.

### Sviluppi successivi

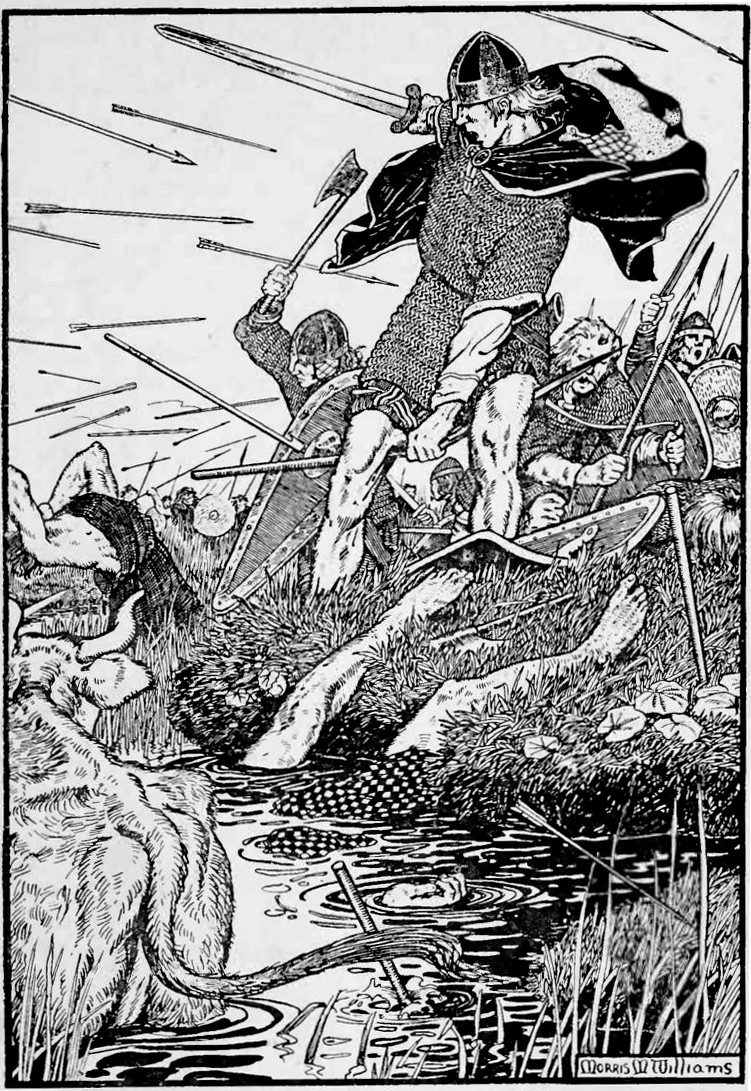
Una rappresentazione del primo Novecento della morte di Magnus III di Norvegia in battaglia

Appena prima che fosse stipulato l'accordo di pace tra gli Uí Briain e i norvegesi, Muircheartach era al contempo impegnato in una lunga lotta con Domnall Mac Lochlainn, re della famiglia dei Cenél nEógain e sovrano di un territorio grosso modo circoscrivibile nella moderna contea di Donegal, nell'Irlanda del Nord. L'effimera durata dell'accordo di pace tra Irlanda e Norvegia, tuttavia, finì per trasformare Magnus da alleato a nemico. Mentre Magnus desiderava verosimilmente che Sigurðr governasse su tutte le terre d'oltremare recentemente conquistate, dalle Orcadi fino a Dublino, Muircheartach sperava invece di esercitare la sua personale influenza sulle isole per mezzo del suo nuovo genero. In quel contesto storico, più precisamente nel corso del 1103, Muirchertach e Magnus collaborarono in diverse operazioni militari svoltesi in tutta l'Irlanda. Sfortunatamente per Muircheartach e per le sue ambizioni a lungo termine in Irlanda e nelle Isole, Magnus fu ucciso nell'agosto del 1103, vittima di un'imboscata avvenuta a Dún Pádraig in circostanze poco chiare. La dipartita del re fece sì che, come affermano la Morkinskinna e la Fagrskinna, Sigurðr decidesse di ripudiare immediatamente Bjaðmunjo, adducendo come motivazione la mancata consumazione del matrimonio.  Dalle fonti, la decisione presa dal giovane viene ritenuta frutto del rammarico e dalla tristezza generata dalla notizia della dipartita del padre. In realtà, è più credibile l'ipotesi secondo cui il ritorno avvenne per prendere possesso della propria porzione di eredità, considerando che la necessità più impellente appariva quella di colmare il vuoto al potere lasciato in Norvegia. Rispettando le consuetudini dell'epoca, secondo cui tutti i discendenti diretti di sesso maschile di un sovrano defunto avevano egual diritto a succedergli, il regno fu spartito tra Sigurðr e i suoi due fratelli, Eysteinn e Óláfr. Dovettero passare più di centocinquant'anni prima che un altro re di Norvegia si avventurasse nelle isole britanniche.
Bjaðmunjo morì poi in un momento imprecisato del XII secolo.